# St. Edmundsbury
St. Edmundsbury is een plaats in het graafschap Suffolk, district West Suffolk en telt 98.193 inwoners. De oppervlakte bedraagt 657 km². Hoofdplaats is Bury St. Edmunds.
Van de bevolking is 16,2% ouder dan 65 jaar. De werkloosheid bedraagt 2,2% van de beroepsbevolking (cijfers volkstelling 2001).